# Hermann Busse (Politiker)
Hermann Busse (* 23. November 1903 in Lübbecke; † 27. Januar 1970 in Hemer) war ein deutscher Jurist und Politiker (DDP, später FDP).

## Leben und Beruf
Nach dem Besuch der Schulen in Lübbecke und Bünde sowie dem Abitur studierte Busse Rechtswissenschaften an den Universitäten Gießen, Frankfurt am Main und Münster. Er legte die erste juristische Staatsprüfung beim Oberlandesgericht Hamm ab und beendete das Studium nach der Referendarausbildung mit der zweiten juristischen Staatsprüfung. Anschließend ließ er sich als Rechtsanwalt in Herford nieder.
Busse nahm als Soldat am Zweiten Weltkrieg und geriet zuletzt in Gefangenschaft, aus der er 1949 entlassen wurde. Im Anschluss war er erneut als Rechtsanwalt und Notar in Herford tätig. Außerdem war er bis 1961 Mitglied des Verfassungsgerichtshofs des Landes Nordrhein-Westfalen.

## Partei
Busse schloss sich dem Liberalismus an und war bis zur Parteiauflösung 1933 Mitglied der DDP bzw. der DStP (Deutsche Staatspartei). Er trat 1949 der FDP bei, war von 1950 bis 1963 FDP-Kreisvorsitzender in Herford und zeitweise auch Bezirksvorsitzender der Partei.

## Abgeordneter
Busse war seit 1952 Ratsmitglied der Stadt Herford. Von 1961 bis 1969 gehörte er dem Deutschen Bundestag an. Er war über die Landesliste der FDP Nordrhein-Westfalen ins Parlament eingezogen.